# Georg Wilhelm von Creytzen
Georg Wilhelm von Creytzen, auch Kreytzen (* 6. Februar 1629 in Weßlienen; 4. März 1688 in Arnau) war ein Oberrat und Obermarschall im Herzogtum Preußen.

## Leben

### Herkunft und Familie
Georg Wilhelm von Creytzen war Angehöriger der preußischen Linie Groß Peisten des Adelsgeschlechts von Creytzen. Seine Eltern waren der preußische Obermarschall und Landhofmeister Andreas von Kreytzen (1579–1641) und Anna Maria, geborene von Oelsnitz (1587–1634). Er vermählte sich 1657 mit Luise Gertrude von Goetzen aus dem Hause Arnsberg († 1689), mit der er drei Töchter hinterließ, weshalb das Lehen an den Landesherrn zurückfielen.

### Werdegang
Creytzen war 1657 Hofgerichtsrat und 1660 Tribunalsrat sowie Hauptmann zu Rastenburg. 1666 war er Landrat und von 1668 bis 1672 Hauptmann zu Tapiau. Er wurde 1672 Vogt von Fischhausen. Am 6. Oktober 1883 Obermarschall von Preußen. Er war Erbherr auf Fuchshöfen und Arnau.